# ۵۴۵ (میلادی)
۵۴۵ (میلادی) پانصد و چهل و پنجمین سال تقویم میلادی است.

## درگذشتگان
‎